# Eußerthal
Eußerthal é um município da Alemanha localizado no distrito de Südliche Weinstraße, no estado da Renânia-Palatinado. É membro da associação municipal de Verbandsgemeinde Annweiler am Trifels.

## Política
Cadeiras ocupadas pelos partidos políticos na comunidade:
|      | SPD | CDU | FWG | WG Denny | Gesamt      |
| 2009 | 1   | 3   | 1   | 7        | 12 Cadeiras |
| 2004 | 2   | 4   | 3   | 3        | 12 Cadeiras |

## Literatura
- Heribert Feldhaus: Das ehemalige Zisterzienserkloster Eusserthal, Imhof, Petersberg 2008, ISBN 3865682553